# Vagon (unitate de măsură)
Vagonul este o unitate de măsură pentru măsurarea masei. 1 vagon cuprinde 10 tone.
| 10.000.000.000 mg | = | 1.000.000.000 cg | = | 100.000.000 dg | = | 10.000.000 g | = | 1.000.000 dag | = | 100.000 hg | = | 10.000 kg | = | 100 q | = | 10 t | = | 1 vagon |
| ----------------- | - | ---------------- | - | -------------- | - | ------------ | - | ------------- | - | ---------- | - | --------- | - | ----- | - | ---- | - | ------- |